# Xylophanes kaempferi
Xylophanes kaempferi là một loài bướm đêm thuộc họ Sphingidae. Nó được tìm thấy ở Paraguay.
Nó rất giống với Xylophanes elara.
Con trưởng thành có thể bay quanh năm.
Ấu trùng có thể ăn Psychotria panamensis, Psychotria nervosa và Pavonia guanacastensis.